# Aliker
Pour les articles homonymes, voir Aliker (homonymie).
Pour plus de détails, voir Fiche technique et Distribution.
Aliker est un film français réalisé par Guy Deslauriers en 2009 racontant la vie, notamment militante, d'André Aliker, assassiné en 1934.

## Synopsis
Antilles. Colonie de la Martinique, dans les années 1930. Un simple militant communiste, André Aliker, malgré l'opposition effrayée de ses proches, va prendre la direction de la feuille imprimée que son parti fait paraître, vaille que vaille.

## Fiche technique
- Titre : Aliker
- Réalisation : Guy Deslauriers
- Producteur : Yasmina Hou-You Fat
- Scénario : Patrick Chamoiseau
- Durée : 110 minutes
- Date de sortie :  France : 3 juin 2009
- Pays : France

## Distribution
- Stomy Bugsy : André Aliker
- Laurent D'Olce : De Lacoste
- Serge Feuillard : Monnerot
- Lucien Jean-Baptiste : Bissol
- David Kammenos : Le gendre
- Jean-Louis Loca : Linval
- François Marthouret : Le Dragon
- Patrick Rameau : L'anglais
- Xavier Thiam : Marcel Aliker
- Joan Titus : Emilie